# Skerešovo
Skerešovo, ungarisch Szkáros (bis 1927 slowakisch auch „Skerčová“) ist eine Gemeinde in der südlichen Mittelslowakei mit 210 Einwohnern (Stand 31. Dezember 2024), die zum Okres Revúca, einem Kreis des Banskobystrický kraj, gehört und in der traditionellen Landschaft Gemer liegt.

## Geographie
Die Gemeinde befindet sich im Bergland Revúcka vrchovina im Slowakischen Erzgebirge, im Tal des Turiec im Einzugsgebiet der Slaná. Das Ortszentrum liegt auf einer Höhe von 232 m n.m. und ist 15 Kilometer von Tornaľa sowie 37 Kilometer von Revúca entfernt.
Nachbargemeinden sind Držkovce im Norden, Leváre im Osten, Polina im Südosten und Süden, Vyšné Valice im Südwesten, Chvalová im Westen und Višňové im Nordwesten.

## Geschichte

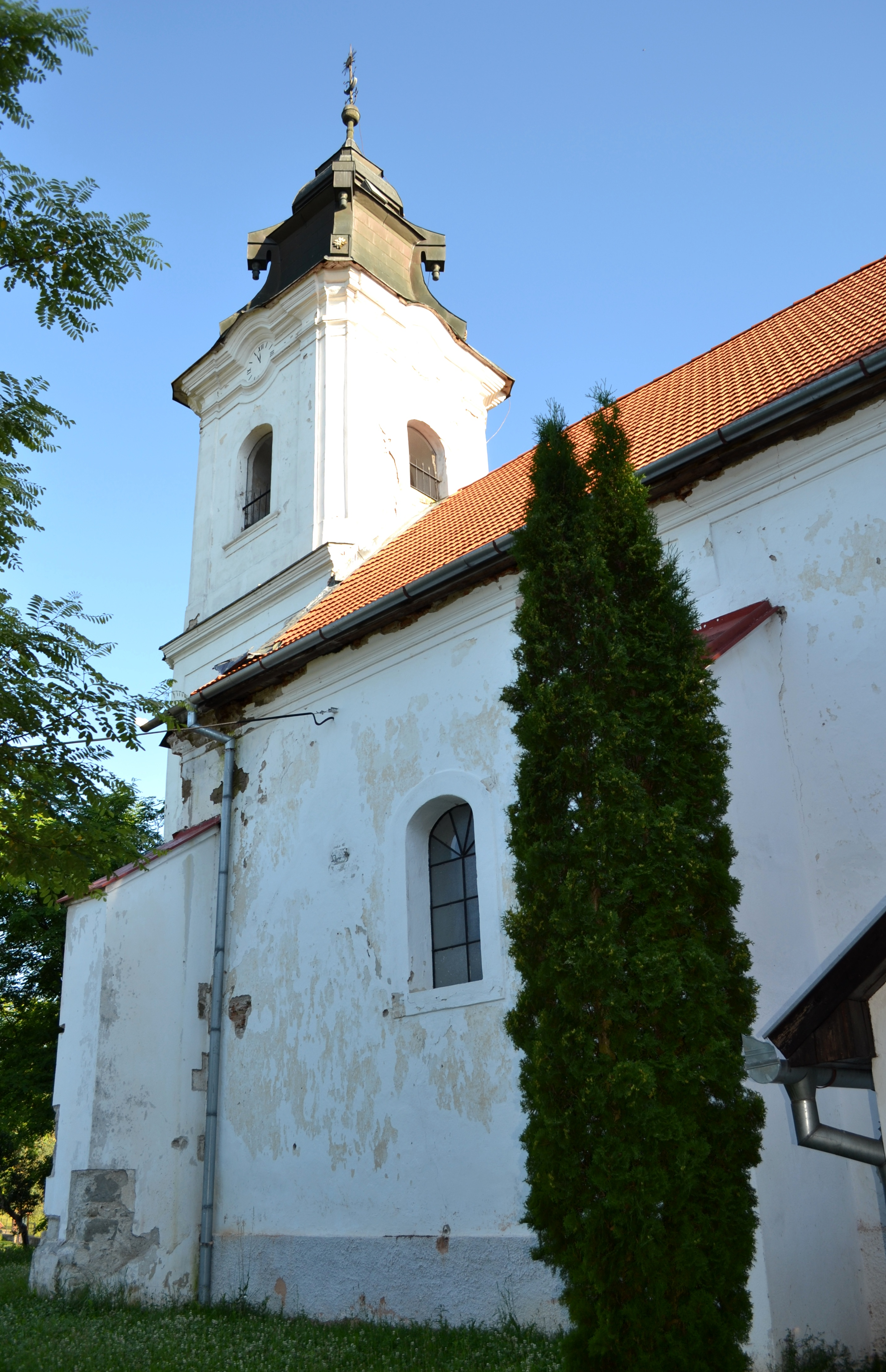
Reformierte Kirche

Skerešovo wurde zum ersten Mal 1243 als Staruch schriftlich erwähnt und entstand im 12. Jahrhundert. Im 16. Jahrhundert war das Dorf Besitz mehrerer Geschlechter, im 18. Jahrhundert der Familien Farkas, Draskóczy und Kubínyi. Eine Pestepidemie im Jahr 1710 kostete 177 Menschen das Leben. 1828 zählte man 69 Häuser und 537 Einwohner, die als Gärtner und Landwirte beschäftigt waren.
Bis 1918 gehörte der im Komitat Gemer und Kleinhont liegende Ort zum Königreich Ungarn und kam danach zur Tschechoslowakei beziehungsweise heute Slowakei. Auf Grund des Ersten Wiener Schiedsspruchs lag der Ort von 1938 bis 1944 noch einmal in Ungarn.

## Bevölkerung
| Jahr                | 1994 | 2004     | 2014    | 2024     |
| ------------------- | ---- | -------- | ------- | -------- |
| Anzahl der Personen | 260  | 229      | 245     | 210      |
| Unterschied         |      | −11,92 % | +6,98 % | −14,28 % |

| Jahr                | 2023 | 2024    |
| ------------------- | ---- | ------- |
| Anzahl der Personen | 215  | 210     |
| Unterschied         |      | −2,32 % |

Nach der Volkszählung 2011 wohnten in Skerešovo 246 Einwohner, davon 112 Slowaken, 87 Magyaren, 15 Roma. 32 Einwohner machten keine Angabe zur Ethnie.
108 Einwohner bekannten sich zur römisch-katholischen Kirche, 68 Einwohner zur reformierten Kirche, 21 Einwohner zur Evangelischen Kirche A. B. und ein Einwohner zur griechisch-katholischen Kirche. 15 Einwohner waren konfessionslos und bei 33 Einwohnern wurde die Konfession nicht ermittelt.

## Baudenkmäler
- reformierte (calvinistische) Kirche im klassizistischen Stil aus dem Jahr 1822, die die ältere Martinskirche aus dem 16. Jahrhundert ersetzte[6]
- Landsitz im klassizistischen Stil aus der Mitte des 19. Jahrhunderts mit einem Kornspeicher